# El Mirador, Ocotepec
El Mirador är en ort i Mexiko.   Den ligger i kommunen Ocotepec och delstaten Puebla, i den sydöstra delen av landet, 150 km öster om huvudstaden Mexico City. El Mirador ligger 2 660 meter över havet och antalet invånare är 737.
Terrängen runt El Mirador är kuperad åt nordväst, men åt sydost är den platt. Runt El Mirador är det ganska tätbefolkat, med 124 invånare per kvadratkilometer. Närmaste större samhälle är Libres, 8,3 km söder om El Mirador. Trakten runt El Mirador består till största delen av jordbruksmark.